# Solaris Trollino
Solaris Trollino, або лінійка Solaris Trollino — серія сучасних міських тролейбусів, що випускаються польською автобусобудівною компанією Solaris Bus&Coach з 2001 року. У лінійку входять моделі 12, 15 і 18 метрів, особливою є подовжена тривісна модель Trollino 15 завдовжки 14,59 метра; лінійка є заснованою на автобусах Solaris Urbino.
Дана лінійка має кілька поколінь та модифікацій, наприклад, з електрообладнанням Ganz. На базі тролейбусів третього покоління (Mk3) з 2008 року випускається лінійка Skoda-Solaris, що містить у собі також три моделі.

## Загальні дані

### Історія
Протягом виробництва, випущено 3 покоління тролейбусів, перше покоління мало назву Mk1 та випускалося з 2001 по 2002 роки. Особливістю цього покоління є те, що деякі тролейбуси мали недоробки та мали ТІСУ, їхній вигляд був дещо інакшим, аніж у теперішніх Тролліно (наприклад, відсутність фальшбортів, інакше розміщення фар). Надалі багато недоробок було усунено, і тролейбуси стали комплектуватися IGBT-транзисторною системою керування та двигунами змінного струму.
Друге покоління випускалося з 2002 по 2005 роки та мало назву Mk2; у цих тролейбусів вже з'явилися фальшборти, можливість автономного ходу, роздільне або панорамне лобове скло та вдосконалення у салоні. Третє покоління має назву Mk3 і випускається з 2006 року по сьогоднішній день. Особливостями цього покоління є покращений дизайн і зсередини і ззовні, деякі додаткові можливості (наприклад, кондиціонер, відеосистема, автономний хід). У деяких Trollino 12 i 15 з Mk3 електричний двигун перенесено до відсіку перед задньою віссю, а у задньому звисі можливе встановлення дизель-генератора. У Trollino 18 один ТЕД розміщено у причепі з лівого боку.
Solaris Trollino засновано на низькопідлогових автобусах Solaris Urbino, Trollino i Urbino вони мають чимало конструктивних подібностей. Понад 1000 випущених Solaris Trollino 12 знайшли застосування у багатьох великих містах країн Європи, таких як Угорщина, Словаччина, Чехія, Австрія, Польща, Литва, Німеччина, Естонія, Латвія, Швеція, Франція.
Окрім стандартного 12-метрового Solaris Trollino 12 фірма Solaris випускає і інші тролейбуси довжиною 14.6 і 18 метрів. Solaris Trollino 12 став базою для створення зчленованого тролейбуса Solaris Trollino 18, у 2003 році пішов у виробництво подовжений 14.6-метровий тривісний Solaris Trollino 15.
З 2008 року виготовляються тролейбуси Skoda-Solaris у кузові Trollino, і комплектуються ТЕД і електрообладнанням Skoda Electric. Вони не мають шахти мотора у задньому звисі, який перенесено до відсіку перед 2 віссю (у Skoda 27Tr за 2 віссю).

### Модифікації

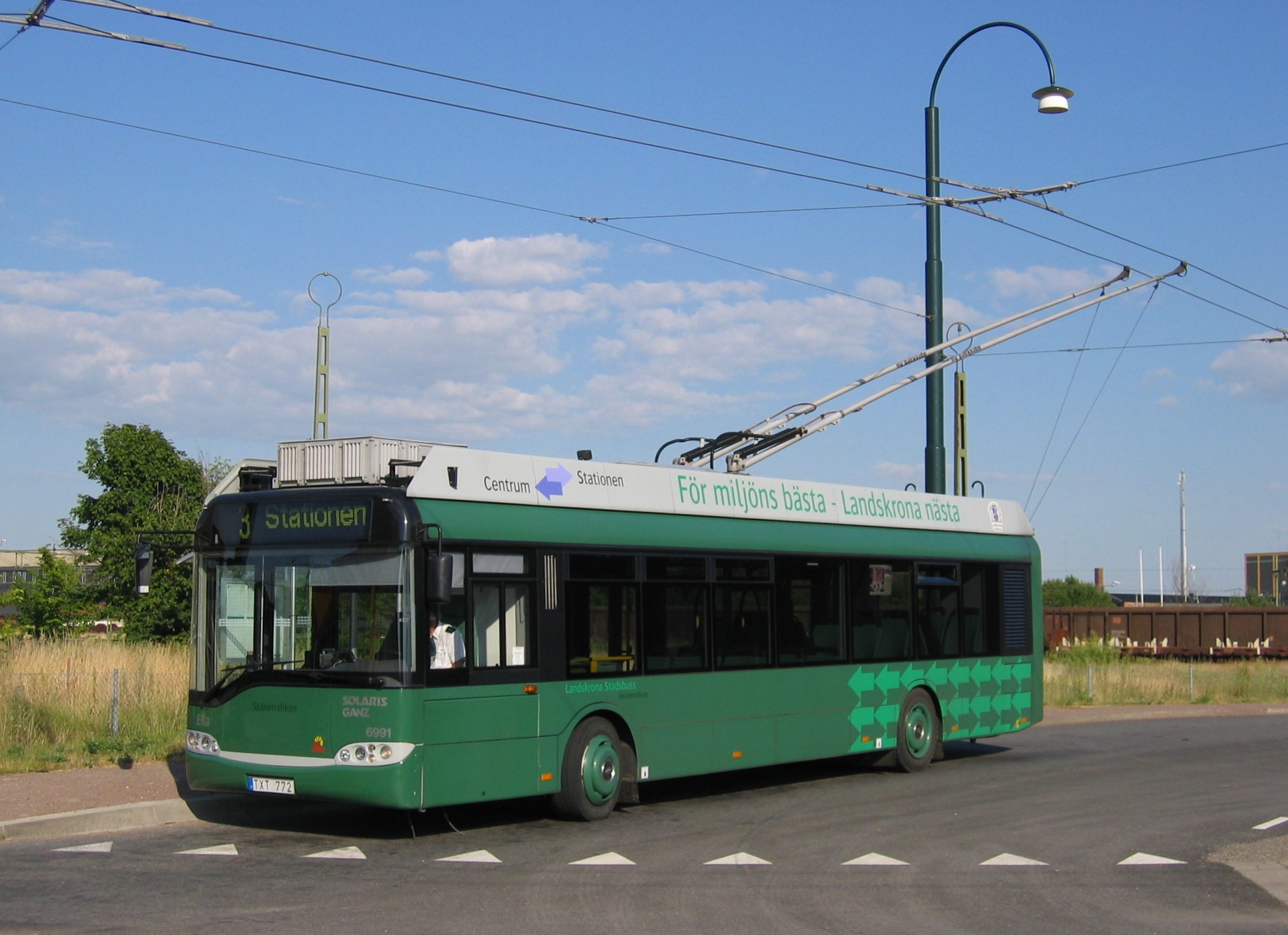
Solaris Trollino 12 з електрообладнанням Ganz у Ландускруні, Швеція, 2005

Solaris Trollino ає декілька модифікацій:
- Ganz-Solaris Trollino 12 — з електрообладнанням Ganz Transelectro, Будапешт і двигуном Elmor DK-210 (110 kw) або Ganz TTE (165 kw), у задньому звисі.

- Solaris Trollino 12 DC — з двигуном постійного струму.
- Solaris Trollino 12 AC — з двигуном змінного струму.
- Solaris Trollino 12M — з двигуном змінного струму і системою керування MEDCOM (Польща)
- Solaris Trollino 15 AC — з двигуном змінного струму.
- Ganz-Solaris Trollino 18 — з двигуном та електрообладнанням від Ganz Transelectro.
- Solaris Trollino 18 AC — з двигуном змінного струму; це те ж саме, що і Solaris Trollino 18.

Окрім цих відмінностей, загалом Trollino між собою майже нічим не відрізняються.

### Особливості лінійки
Дані нижче є сумарними, детальнішу інформацію з описом та технічною характеристикою можна знайти у статтях про тролейбуси

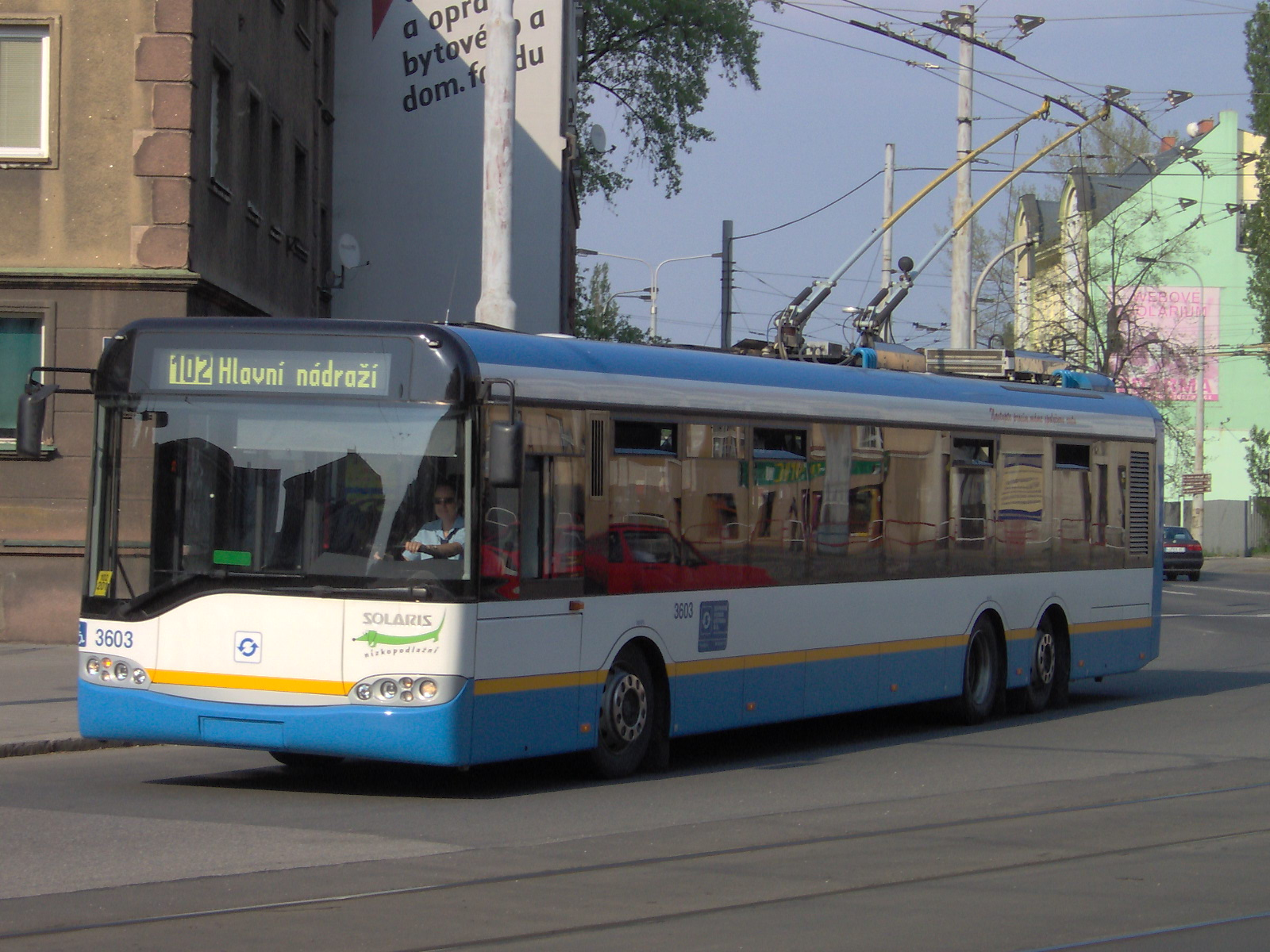
Solaris Trollino 15AC першого покоління у Остраві

- надійність та довговічність конструкції Trollino, з ресурсом кузова не менше 15—20 років;
- каркас Trollino виконується з високоміцної неіржавкої сталі марки 1.4003[2]
- боковини виконано з дюралюмінію, що не піддається корозії
- сучасний, особливий та примітний дизайн;
- повністю екологічно-чистий вид транспорту;
- уніфікація з лінійкою Solaris Urbino;
- повністю низькопідлоговий Trollino;
- кнілінг кузова у базовій комплектації;
- можливість встановлення автоматичних струмоприймачів чеської фірми Lekov;
- застосування передових технологій у електрообладнання, що дозволяє економити до 40 відсотків електроенергії, віддаючи її назад у контактну мережу (рекуперація), що дозволяє зменшити поглинання електроенергії на 40—50%;
- застосування багатьох якісних та перевірених європейських компонент;
- можливість руху поза контактною мережею за допомогою засобів автономного ходу;
- сучасний та комфортний для пасажирів пасажирський салон;
- присутність кондиціонерів у салоні у більшості нових тролейбусів (у нового покоління наявні усі);
- можливість перевезення пасажирів у інвалідних візках, а також дітей у дитячих візках;
- сучасне та примітне місце водія з можливістю встановлення суцільної, або неповної водійської перегородки;
- широкий вибір встановлення додаткового обладнання, наприклад, пропонуються аудіо- та відео-система.
- система автоматичної централізованої змазки Lincoln або Vogel;
- різноманітна змінна комплектація (див. опис)
- широкий вибір додаткових опцій (кондиціонер, аудіо і відео-система, автоінформатор)

### Символ лінійки
Символом лінійки є довга та приземкувата зелена такса, що прикрашає передки тролейбусів Solaris Trollino з лівого боку; ця весела такса називається Trollnik (від польського Jamnik — такса); її довге тіло позначує те, що тролейбус є достатньо довгим та повністю низькопідлоговим (на це вказують її короткі лапки). Такса має зелене забарвлення, що вказує на те, що цей транспорт є дружнім до екології, а цей у цьому випадку узагалі екологічно-чистим. У цієї такси є повідець, що символізує штангу тролейбуса (це відмінна риса Trollnik'а від звичайної такси на автобусах Urbino); окрім цього, такса позначує і підвищений рівень комфорту для пасажирів. Слід відзначити, що такса на передку найновіших варіантів відрізняється від старіших зразків: такса старого варіанту була впрофіль, та примітивніше намальована. Не у всіх Тролліно ця такса є на передку (хоча у більшості вони наклеєні), у деяких з електрообладнанням та двигуном Ganz ця такса також присутня.

## Інше

### Коротке технічне зведення
Детальніші технічні характеристики можна знайти у статтях про тролейбуси
| Назва                                   | Solaris Trollino 12 | Solaris Trollino 15 | Solaris Trollino 18 |
| Фото                                    | | | |
| Довжина, мм                             | 12000 | 14590 | 18000 |
| Ширина, мм                              | 2550 | 2550 | 2550 |
| Висота, мм                              | 2850—3490 | 2850—3490 | 2850—3490 |
| Колісна база, мм                        | 5900 | 6800+1590 | 5130/6770 |
| Передній/задній звис, мм                | 2700/3400 | 2700/3400 | 2700/3400 |
| Споряджена маса, кг                     | 11440 | 12700—15500 | 15500—18500 |
| Повна маса, кг                          | 18000 | 24000 | 28000 |
| Кількість дверей                        | 2 або 3 | 3 | 3 або 4 |
| Повністю низькопідлоговий               | | | |
|                                         | | | |
| Сидячих місць, шт                       | 25—34 | 36—47 | 41—49 |
| Повна місткість, чол                    | бл.90—110 | бл.130—150 | бл.160—170 |
| Двигун                                  | 1) постійного струму ELMOR DK210 A35/21 DC (110 kw) 2) змінного струму Pragoimex TAM 1009C (175 kw) 3) змінного струму EMIT STDa280-6B (175 kw) 4)змінного струму Škoda 4ML3444 K/4 (160 kw) 5) Ganz TTE (165 kw)                         | 1) Pragoimex TAM 1009C (175 kw) 2) Pragoimex TAM 1050C6 3) Emit STDa 280-6B/175 (175 kw) 4) Škoda 33ML3550 K/4 (240 kw) усі змінного струму | 1) 1шт Pragoimex (250 kw) 2) 1шт Škoda 33ML3550 K/4 (240kw) 3) 2шт Pragoimex TAM 1009C (175×2 kw) 4) 2шт (Škoda 4ML3444 K/4 (160×2 kw) 5) GANZ AT1 25x38/4 3~AC (165 kw) |
| СУ тяговим двигуном IGBT-транзисторна   | 1) Ganz Transelectro (Угорщина, Будапешт) 2) Cegelec «TV Europulse» (для двигунів змінного струму) «TV Progress» (для двигунів постійного струму) (Чехія, Прага) 3) MEDCOM ANT 175—600 (Польща) 4) Skoda Bluedrive (Skoda Holding, Чехія) | 1) Cegelec «TV Europulse» (Чехія, Прага) 2) MEDCOM ANT 175—600 (Польща) 3) Skoda Bluedrive (Skoda Holding, Чехія)                           | 1) Cegelec «TV Europulse» (Cegelec) 2) Skoda Bluedrive 3) Ganz Transelectro                                                                                              |
| Максимальна швидкість, не менше, км/год | 65—80 | 75 | 60—70 |

### Лінійка Skoda Solaris
На базі третього покоління Тролліно Skoda Electric випускає тролейбуси Skoda-Solaris у кузові Соляриса і з електрообладнанням Skoda Electric. Зовні ці тролейбуси виглядають дуже подібно до Тролліно (кузов той самий), навіть такса Trollnik перекочувала на їх передок. У цих тролейбусів можливе встановлення дизель-генератора (з цією метою двигун переміщено з заднього звису до відсіку перед задньою віссю у односекційних), у двосекційного він розміщений у причепі; у Skoda-Solaris можливе встановлення кондиціонера. Салони та кабіни водія їх майже не відрізняються від Trollino. Випускаються такі моделі:
- Skoda 26Tr Solaris на базі Solaris Trollino 12
- Skoda 27Tr Solaris на базі Solaris Trollino 18
- Skoda 28Tr Solaris на базі Solaris Trollino 15

| Назва                                   | Skoda 26Tr Solaris                   | Skoda 27Tr Solaris                   | Skoda 28Tr Solaris                   |
| Фото                                    |                                      |                                      |                                      |
| Довжина, мм                             | 12000                                | 18000                                | 14590                                |
| Ширина, мм                              | 2550                                 | 2550                                 | 2550                                 |
| Висота, мм                              | 2850—3490                            | 2850—3490                            | 2850—3490                            |
| Колісна база, мм                        | 5900                                 | 5130/6770                            | 6800+1590                            |
| Передній/задній звис, мм                | 2700/3400                            | 2700/3400                            | 2700/3400                            |
| Споряджена маса, кг                     | 11440                                | 15500—18500                          | 12700—15500                          |
| Повна маса, кг                          | 18000                                | 28000                                | 24000                                |
| Кількість дверей                        | 3                                    | 3                                    | 3 або 4                              |
| Повністю низькопідлоговий               |                                      |                                      |                                      |
|                                         |                                      |                                      |                                      |
| Сидячих місць, шт                       | 34                                   | 43                                   | 41—49                                |
| Повна місткість, чол                    | бл.105                               | бл.130—150                           | бл.160—170                           |
| Двигун                                  | Škoda 4ML3444 K/4 (160 kw)           | ?                                    | Škoda 33ML3550 K/4 (240 kw)          |
| СУ тяговим двигуном                     | IGBT-транзисторна Skoda Electric a.s | IGBT-транзисторна Skoda Electric a.s | IGBT-транзисторна Skoda Electric a.s |
| Максимальна швидкість, не менше, км/год | 65                                   | 65                                   | 65                                   |